# Hipótesis polifilética de la neurona
La hipótesis polifilética de la neurona es una hipótesis acerca del origen filogenético de las neuronas, que postula que las neuronas se originaron en más de un phylum de modo independiente, de manera que el desarrollo posterior y la presencia de neuronas en distintos organismos sería un ejemplo de evolución convergente. 
Esta propuesta se opone a la hipótesis monofilética del origen de la neurona.

## Origen
Mientras los poríferos (desprovistos de neuronas) fueron considerados los metazoos filogenéticamente más antiguos, el origen de las neuronas apuntaba a su aparición en los cnidarios. Sin embargo, diversos estudios arrojaron datos sobre los ctenoforos, considerados en un principio pertenecientes al filo de cnidarios, como un filo distinto a éstos, y además, más antiguo que los poríferos. El caso es que los ctenoforos poseen neuronas. Esto hace pensar que las neuronas se originaron en ambos grupos de modo independiente. Ciertas similitudes de los cnidarios con organismos de simetría bilateral parecen corroborar esta hipótesis. 
No obstante, también se ha encontrado que determinados genes que controlan los procesos bioquímicos propios de la sinapsis del clado Bilateria, están presentes asimismo en el genoma de distintas especies de poríferos, aunque en éstos dichos genes no se expresan. Este hecho, que podría llevar a pensar en un ancestro común, hace que la hipótesis monofiletica no pueda ser descartada, por lo que son necesarias más investigaciones para clarificar si el origen de las neuronas fue monofiletico o polifiletico.